# Jovan Uglješa
Jovan Uglješa nebo Ivan Uglješa, někdy také Uglješa Mrnjavčević († 1371 v bitvě u řeky Marica), byl srbský despota a bratr Vukašina Mrnjavčeviće.
Od roku 1366 byl guvernérem ve městě Ser na východě Srbska (dnes město a prefektura Serres v Řecku). Současně s korunovací svého bratra Vukašina byl korunován za despotu.

## Genealogie
- Otec Mrnjava
- Starší bratr Vukašin Mrnjavčević
- Bratr Gojko (?)
- Od 1364 manželka Jelena, dcera dramského despoty Vojihna (klášterním jménem Jefimija / Euphemia)
  - Syn Tvrtko
  - Syn Ugljesa
  - Dcera Eupráxia